# Leucoagaricus
```

```

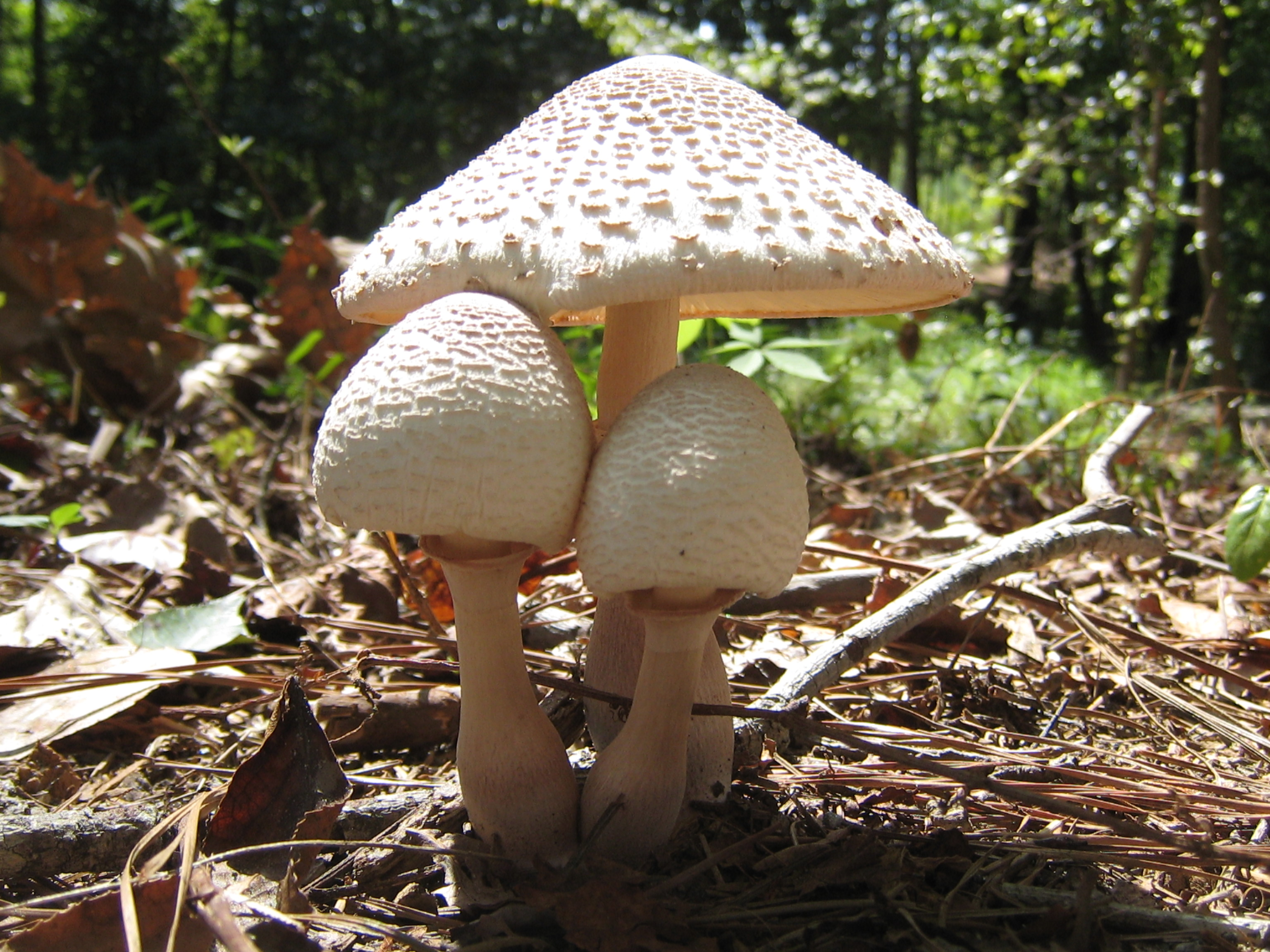
Leucoagaricus americanus

Leucoagaricus Locq. ex Singer (pieczareczka) – rodzaj grzybów należący do rodziny pieczarkowatych (Agaricaceae).

## Charakterystyka
Grzyby saprotroficzne wytwarzające owocniki o suchych (często jasnych) kapeluszach osadzonych na trzonie z pierścieniem. Hymenofor u tych grzybów jest blaszkowy, również jasny (od białego do różowego), a trama blaszek regularna. Zarodniki pieczareczek mają eliptyczny pokrój i są gładkie, a ich wysyp jest biały.

## Systematyka i nazewnictwo
Pozycja w klasyfikacji według Index Fungorum: Agaricaceae, Agaricales, Agaricomycetidae, Agaricomycetes, Agaricomycotina, Basidiomycota, Fungi.
Synonimy naukowe: Schulzeria Bres. & Schulzer, Sericeomyces Heinem.
Polską nazwę podał Stanisław Domański w 1955 r. W polskim piśmiennictwie mykologicznym należące do tego rodzaju gatunki opisywane był też jako czubajka.
Gatunki występujące w Polsce:
- Leucoagaricus americanus (Peck) Vellinga – pieczareczka brązowołuseczkowata[5], pieczareczka amerykańska[6]
- Leucoagaricus badhamii (Berk. & Broome) Singer 1951 – pieczareczka czerwieniejąca
- Leucoagaricus carneifolius (Gillet) Wasser 1977 – pieczareczka cielista
- Leucoagaricus cinerascens (Quél.) Bon & Boiffard[7] – pieczareczka szarołuseczkowata[5]
- Leucoagaricus cretaceus (Bull.) M.M. Moser 1953 – pieczareczka różowoblaszkowa
- Leucoagaricus georginae (W.G. Sm.) Candusso 1990 – pieczareczka krwawiąca
- Leucoagaricus ionidicolor Bellù & Lanzoni[7] – pieczareczka fioletowawa
- Leucoagaricus leucothites (Vittad.) Wasser 1977[8] – pieczareczka pospolita[5]
- Leucoagaricus littoralis (Ménier) Bon & Boiffard 1976
- Leucoagaricus melanotrichus (Malençon & Bertault) Trimbach 1975[7] – pieczareczka czarnołuseczkowata
- Leucoagaricus meleagris (Gray) Singer 1951[7]
- Leucoagaricus nympharum (Kalchbr.) Bon – pieczareczka borowa
- Leucoagaricus rubrotinctus (Peck) Singer 1948[7]
- Leucoagaricus serenus (Fr.) Bon & Boiffard 1974[7] – pieczareczka kremowołuseczkowata
- Leucoagaricus sericifer (Locq.) Vellinga[7] – pieczareczka jedwabista
- Leucoagaricus subcretaceus Bon 1983[7] – pieczareczka beżowołuseczkowata

Nazwy naukowe na podstawie Index Fungorum. Wykaz gatunków według W. Wojewody innych. Nazwy polskie na podstawie rekomendacji Komisji ds. Polskiego Nazewnictwa Grzybów przy Polskim Towarzystwie Mykologicznym.